# 마희악
마희악(馬希萼, 900년 ~ 953년)은 오대십국 시대의 초의 제5대 국왕(재위：950년 ~ 951년)이다. 시호는 공효왕(恭孝王).

## 생애
947년 마희범이 죽고 마은의 15번째 아들 마희광(馬希廣)이 제위를 이었다. 그러나 이에 불만을 품은 배다른 형인 마희악(馬希萼)은 자립하여 스스로 왕이라 칭하고, 남당의 지원을 얻어 담주의 마희광을 공격했다. 950년 마희악의 군대는 담주를 함락하고, 마희광을 살해하여 마희악이 초왕이 되었다.
그러나 마희악도 동생 마희숭(馬希崇)에게 배신당해 유폐되어 마희숭이 권력을 장악했다. 마희숭은 영내의 안정에 실패했고, 일련의 혼란을 호기로 본 남당은 초나라에 침공하여 951년 장사를 함락하고 초나라를 멸망시켰다.

## 사후
마희악은 남당의 수도 금릉으로 끌려가 이곳에서 죽었다. 마희숭은 남당을 섬기는 절도사가 되었고, 남당이 후주의 공격을 받은 뒤에는 후주에게 보호를 받아 후주로부터 장군직을 하사받았다.
그 후 마희악의 무장이었던 주행봉(周行逢)이 남당의 지배를 물리치고, 956년 다시 호남을 제압했으나, 962년 아들 주보권(周保權)이 뒤를 이어받지 못하고, 부하가 반란을 일으켜 다음 해 북쪽의 송나라에게 병합되었다.
| 전임 폐왕 마희광 | 제5대 초왕 950년 ~ 951년 | 후임 폐왕 마희숭 |